# Зарічне (Херсонський район)
Зарічне — село в Україні, у Дар'ївській сільській громаді Херсонського району Херсонської області. Населення становить 82 особи.

## Історія
До 2016 року село мало назву Тельмана.

## Населення
Згідно з переписом УРСР 1989 року чисельність наявного населення села становила 69 осіб, з яких 29 чоловіків та 40 жінок.
За переписом населення України 2001 року в селі мешкали 82 особи.

### Мовний склад
Рідна мова населення за даними перепису 2001 року:
| Мова       | Чисельність, осіб | Доля     |
| ---------- | ----------------- | -------- |
| Українська | 59                | 71,95 %  |
| Вірменська | 10                | 12,19 %  |
| Російська  | 9                 | 10,98 %  |
| Молдовська | 4                 | 4,88 %   |
| Разом      | 82                | 100,00 % |